# Фолитарек, Сергей Семёнович
Сергей Семёнович Фолитарек (30 сентября 1908, Варшава, Российская империя — 14 апреля 1997, Новосибирск, Россия) — советский биолог, доктор биологических наук (1944), профессор (1963).

## Биография
Родился 30 сентября 1908 года в Варшаве. В 1915 году во время Первой мировой войны был эвакуирован с семьёй в Москву. В 1917 году поступил в среднюю школу. Был юннатом Московского зоопарка, где с 1925 года работал экскурсоводом.
С 1924 года принимал участие в экспедициях по стране, во время которых исследовал млекопитающих в тундре и центральной части РСФСР; выезжал в разные регионы для изучения клещевого энцефалита (Поволжье, Урал, Белоруссия), туляремии (Западная Сибирь), клещевого сыпного тифа (Восточная Сибирь), чумы (Тянь-Шань).
После учёбы в МГУ (1926—1931) стал специалистом по зоологии позвоночных животных. С 1929 года — старший научный сотрудник Лосиноостровской биологической станции (будущий ВНИИ охотничьего промысла). Проходил повышение квалификации в Институте эволюционной морфологии животных АН СССР, где в 1931—1933 годах окончил аспирантуру и в 1936—1939 — докторантуру.
В 1935 году назначен заместителем директора Алтайского заповедника, в 1937 — старшим научным сотрудником и заведующим лаборатории эволюционной экологии животных ИЭМЖ АН СССР.
С 1938 года — кандидат биологических наук (работа — «Географическое распространение зайца-русака СССР»), с 1944 — доктор наук («Лемминги как важнейший экологический элемент палеарктических тундр»).
В 1950—1956 и 1959—1962 — начальник Барабинской комплексной экспедиции Биологического института ЗСФ АН СССР.
По распоряжению Совмина РСФСР осуществлял научно-методический контроль по профилактике туляремии и уничтожению грызунов в Западной Сибири.
Изучал факторы периодического массового размножения водяной крысы, для борьбы с которой разработал авиаприманочный и другие методы, внедрённые в практику. Результаты экспонировались в 1967 году на ВДНХ.
В связи с малопродуктивностью озёр Западной Сибири (зимний замор рыбы, природно-очаговые заболевания) приступил в 1962 году в должности заведующего лабораторией биоценологии к разработке выдвинутой им проблемы «Природные комплексы озёрных котловин Западной Сибири, их рациональное использование, обогащение и оздоравливание»; разработал и внедрил биотехнические мероприятия, послужившие увеличению производительности четырёх опытных озёр Карасукского стационара в 22,7 раза. Эти результаты работ были представлены на ВДНХ в 1972 году, а также в отделе природы Новосибирского краеведческого музея.
С 1962 года проводил курс лекций в НГУ. Под его руководством было подготовлено свыше 10 кандидатов биологических наук.
С 1992 года занимал должность ведущего научного сотрудника лаборатории зоомониторинга.
Занимался расселением зайца-русака в Новосибирской области. Инициировал меры по сохранению белок в Академгородке.
Участвовал в создании одной коллективной монографии; был редактором и автором статей; создал 160 научных трудов, восемь книг и сборников по исследованию западносибирской природы.

## Некоторые работы
- Животный мир Барабы;
- Экология водной крысы и борьба с ней в Западной Сибири;
- Паразиты в природных комплексах Северной Кулунды;
- Охрана и преобразование природы лесостепи Западной Сибири;
- Биотехния. Теоретические основы и практические работы в Сибири;
- Хищные птицы и совы Барабы и Северной Кулунды[1].